# Антония Савойска
Антония Савойска (на италиански: Antonia di Savoia, на френски: Antoinette de Savoie; † 1500 (пр. 21 юли)) е господарка на Монако (март 1494 – 1500) като съпруга на Жан II, господар на Монако.

## Произход
Тя е извънбрачна дъщеря на Филип II, херцог на Савоя (* 1438 или 1443, † 1497), родоначалник на кадетския клон Савоя-Брес и 7-и херцог на Савоя (1496 – 1497), и на неговата метреса Либера Портонери (* ок. 1448, † 1511 или 1525). Има един брат и една сестра:
- Райнер, нар. „Големи Извънбрачни Савойски“ (* ок. 1473, † 1525), припознат (1499), родоначалник на династическия клон Савоя-Вилар, граф на Вилар ан Брес[2] (22 февруари 1498), граф консорт на Танд (16 октомври 1509), губернатор на Ница, губернатор на Прованс, граф дьо Бофор (12 май 1519), съпруг на Анна Ласкарис, графиня на Танд
- Петър († 1458), епископ на Женева.

Има седем полубратя и три полусестри от двата брака на баща си, както и един полубрат и четири полусестри от негова извънбрачна връзка.

## Биография
Тя е отгледана от леля си, френската кралица Шарлот Савойска.
На 26 юни 1486 г. (договор) е омъжена за Жан Грималди (* 1468, 10/11 октомври 1505 убит в Ментон), наследник като Жан II на Господство Монако, като част от мирно споразумение между Монако и Савоя, подкрепено от Франция. Двойката има една дъщеря, Мария Грималди († ок. 1524/19 октомври 1532), омъжена през 1515 г. за Джеронимо дела Ровере, съгосподар на Виново, и принудена да се откаже от правата си върху Монако след брака си.
Умира през 1500 г.